# 高崎安中拡幅
高崎安中拡幅（たかさきあんなかかくふく）は、群馬県高崎市から安中市へ至る全長約6.0kmに渡って整備が進められている国道18号の道路改良事業である。
「拡幅事業」であるが、全長の半分以上にあたる約3.2km区間でバイパスを整備するもので、生粋の現道拡幅事業としては残りの約2.8km区間に過ぎない。
ごくまれに「高崎安中バイパス」と案内されることがある。また、現地標識の旧道との分岐点では、「安中バイパス」と表記されている。

## 概要

### 道路諸元
- 起点 : 群馬県高崎市上豊岡町（上豊岡町交差点）
- 終点 : 群馬県安中市安中4丁目（城下交差点）
- 延長 : L=6.0km
- 規格 : 第3種第1級
- 標準道路幅員 : W=25.0m
- 車線数 : 4車線（一部暫定2車線）
- 車線幅員 : W=3.5m
- 設計速度 : V=80km/h

## 概説
事業は現道拡幅部2区間とバイパス新設部1区間の計3区間に分類され、上豊岡町交差点から板鼻下町交差点までのL=2.2km区間が東側の現道拡幅部、続く板鼻下町交差点から下野尻交差点までのL=3.2km区間がバイパス新設部、下野尻交差点から終点である城下交差点までのL=0.6km区間が西側の現道拡幅部とされている。
1983年度に事業化されて翌84年度に都市計画を決定、1985年度より用地取得に着手して1989年度には工事が開始された。
最初の供用区間として東側現道拡幅部のうち起点寄りのL=2.0km区間が1995年6月22日に4車線に拡幅され、1997年12月15日に東側拡幅部の残りL=0.2km区間の4車線拡幅とバイパス部全線L=3.2kmの暫定2車線開通が実現した。
以降はバイパス部の拡幅事業を中心に進められ、JR信越本線と交差・並行する板鼻下町交差点から安中駅手前までのL=2.4km区間が2006年6月16日と同年9月28日に相次いで4車線化。その後は公共事業費の削減など紆余曲折もあったが、安中駅前を含む下野尻交差点までのバイパス部L=0.8kmが2016年3月23日に4車線となり、これをもって東側現道拡幅部およびバイパス新設部合わせてL=5.4kmが4車線で供用された。
今後は残る終点側の西側現道拡幅部L=0.6kmに着手する事となり、国土交通省が2014年に公表した事業評価資料によれば同区間の用地取得を2018年度まで、土工および舗装工事を2021年度までと見込んでいる。

## 通過市町村
- 群馬県
  - 高崎市 - 安中市

## 交差する道路
- 上側が起点側、下側が終点側。左側が上り側、右側が下り側。

| 交差する道路                              | 交差する道路                  | 交差する場所 | 交差する場所 | 高崎から (km) |
| ----------------------------------------- | ----------------------------- | ------------ | ------------ | ------------- |
| 国道18号（豊岡バイパス）                  |                               |              |              |               |
| 県道26号高崎安中渋川線 〈環状線〉         | -                             | 高崎市       | 上豊岡町     |               |
| 県道141号群馬八幡停車場藤塚線             | 県道141号群馬八幡停車場藤塚線 | 高崎市       | 少林山入口   |               |
| 県道26号高崎安中渋川線                    | -                             | 安中市       | 板鼻下町     |               |
| 県道10号前橋安中富岡線                    | 県道10号前橋安中富岡線        | 安中市       | 岩井         |               |
| 県道171号吉井安中線                       | 県道217号松井田中宿線         | 安中市       | 安中駅入口   | 11.0          |
| -                                         | 県道125号一本木平小井戸安中線 | 安中市       | 下野尻       | 11.6          |
| 県道211号安中榛名湖線                     | 県道211号安中榛名湖線         | 安中市       | 城下         | 12.3          |
| 国道18号（安中バイパス） 小諸・松井田方面 |                               |              |              |               |